# 色・ホワイトブレンド
「色・ホワイトブレンド」（いろ・ホワイトブレンド）は中山美穂の4枚目のシングル。1986年2月5日にキングレコードからリリースされた。

## 背景
表題曲「色・ホワイトブレンド」は中山自身が出演した資生堂 '86 春キャンペーンのCMソングに採用された。CMのキャッチコピーも曲タイトル同様 ″色・ホワイトブレンド″ だった。表題曲、B面曲ともに初起用となるシンガーソングライターの竹内まりやが楽曲を提供しており、レコーディングの際、竹内は当時まだ小さかった子供を夫の山下達郎に預けてスタジオを訪れ、英語の発音や唄い方などを中山に指導し、コーラスにも参加した。本作は中山のシングルとして初めて20万枚を超える売上を記録した。
発売当初中山は、自身がパーソナリティを務めるラジオ番組「中山美穂 ちょっとだけええかっこC」（ニッポン放送）において、「コンサートでこの曲が始まったら、ハンカチ、タオル、帽子、何でもいいから白い布を振って欲しい。それでリスナー同士が互いに認識出来ると思う」と呼びかけた。
竹内は自身のアルバム『REQUEST』の中でこの曲をセルフカバーしている。また、2013年発売のコンピレーション・アルバム『Mariya's Songbook』のライナーノーツには、1997年に中山が出演し竹内が主題歌を担当したフジテレビ系のドラマ『眠れる森』の打ち上げの際、久々の再会を果たしたという竹内本人によるエピソードが綴られている。
2019年発売のスタジオ・アルバム『Neuf Neuf』には、中山による新録音のセルフカバーが収録されている。
B面曲「ときめきの季節」の歌詞の一節 ”はにかんでるこの唇” の部分は、デモテープの段階で ”白く光るこの唇” だったものが変更されている。竹内のアルバム『Mariya's Songbook』の初回盤には、この曲のデモ音源が収録されている。
楽曲提供した竹内まりやは2024年12月29日放送の『山下達郎のサンデー・ソングブック』でコーラスに参加したと明かした。

## 収録曲
1. 色・ホワイトブレンド
作詞・作曲：竹内まりや / 編曲：清水信之
2. ときめきの季節
作詞・作曲：竹内まりや / 編曲：清水信之

## 収録アルバム
色・ホワイトブレンド
- VIRGIN FLIGHT '86 中山美穂ファースト・コンサート - ライブ音源
- COLLECTION
- Pure White Live '94（限定盤） - ライブ音源（シングルメドレー）
- Complete SINGLES BOX
- ルージュ 〜コスメティック・CMソング・コレクション〜（オムニバスアルバム）
- 中山美穂 パーフェクト・ベスト
- Mariya's Songbook（コンピレーション・アルバム）
- 30th Anniversary THE PERFECT SINGLES BOX
- All Time Best

ときめきの季節
- VIRGIN FLIGHT '86 中山美穂ファースト・コンサート - ライブ音源
- Complete SINGLES BOX
- 30th Anniversary THE PERFECT SINGLES BOX

## カバー
色・ホワイトブレンド
- 竹内まりやによるセルフカバー - アルバム『REQUEST』（1987年）、ベスト・アルバム『Expressions』（2008年）収録。
- 松浦亜弥 - ライブイベント『フォークデイズ夏まつり 第7回ともえちゃんフォークジャンボリー 坂崎幸之助商店』（2008年）でカバー。
- 天海春香（中村繪里子） - アルバム『THE IDOLM@STER MASTER SPECIAL“SPRING”』（2010年）収録。

ときめきの季節
- 竹内によるデモ音源 - コンピレーション・アルバム『Mariya's Songbook（初回盤）』（2013年）収録。

## 楽曲使用
- 東武鉄道 - 佐野線館林駅1番線と日光線東武日光駅1・2番線において、信号開通メロディ（運転士に出発信号機が開通したことを知らせるメロディ）として使用されている[4]。音源はセイコーエプソン製のメロディICに内蔵されているものを使用している。

## 参考資料
- 竹内まりや『Mariya's Songbook』MOON RECORDS、2013年12月4日。 - ライナーノーツの記載より